# 中川宏昌
中川 宏昌（なかがわ ひろまさ、1970年〈昭和45年〉7月15日 - ）は、日本の政治家。公明党所属の衆議院議員（2期）。

## 来歴
長野県塩尻市出身。長野県塩尻高等学校、創価大学文学部社会学科卒業。1993年に長野銀行に入社し、2010年に退職する。
2011年、長野県議会議員選挙（松本市選挙区）に公明党公認で立候補して初当選を果たす。2015年・2019年の選挙でも再選され、通算3期務める。
2021年8月31日、公明党比例北陸信越ブロック現職の太田昌孝が不祥事により次期衆議院議員総選挙への立候補を辞退したため、公認候補として内定される。これに伴い、9月22日付で県議を辞職した。
10月31日の投開票の結果、比例北陸信越ブロック単独1位で初当選を果たした。
2024年10月27日の第50回衆議院議員総選挙で再選を果たす。

## 選挙歴
| 当落 | 選挙                     | 執行日         | 年齢 | 選挙区                 | 政党   | 得票数    | 得票率 | 定数 | 得票順位 /候補者数 | 政党内比例順位 /政党当選者数 |
| ---- | ------------------------ | -------------- | ---- | ---------------------- | ------ | --------- | ------ | ---- | ------------------ | ---------------------------- |
| 当   | 2011年長野県議会議員選挙 | 2011年4月10日  | 40   | 松本市選挙区           | 公明党 | 1万4206票 | ーー   | 6    | 3/7                | /                            |
| 当   | 2015年長野県議会議員選挙 | 2015年4月12日  | 44   | 松本市選挙区           | 公明党 | 1万2021票 | ーー   | 6    | 3/8                | /                            |
| 当   | 2019年長野県議会議員選挙 | 2019年4月7日   | 48   | 松本市・東筑摩郡選挙区 | 公明党 | 1万4121票 | ーー   | 7    | 1/9                | /                            |
| 当   | 第49回衆議院議員総選挙   | 2021年10月31日 | 51   | 比例北陸信越ブロック   | 公明党 | ーー票    | ーー   | 11   | /                  | 1/1                          |
| 当   | 第50回衆議院議員総選挙   | 2024年10月27日 | 54   | 比例北陸信越ブロック   | 公明党 | ーー票    | ーー   | 10   | /                  | 1/1                          |